# 托达比姆
托达比姆（Todabhim），是印度拉贾斯坦邦Karauli县的一个城镇。总人口20845（2001年）。

## 人口
该地2001年总人口20845人，其中男性10944人，女性9901人；0—6岁人口3887人，其中男2049人，女1838人；识字率56.21%，其中男性为70.65%，女性为40.26%。